# Totia Meireles
Maria Elvira Meireles (Rio de Janeiro, 11 de outubro de 1958), mais conhecida como Totia Meireles, é uma atriz brasileira.

## Biografia
Totia é seu apelido desde a infância, e sempre o utilizou, muito mais do que seu nome de batismo. Apesar de ser carioca, foi criada em Cuiabá, capital mato-grossense. É uma das oito filhas do casal Zulmira Meireles e José Mauro Meireles, este natural da cidade de Conselheiro Lafaiete (Minas Gerais), coronel do exército, que serviu como comandante do 9.º Batalhão de Engenharia de Construção, sediado em Cuiabá, que teve a missão de construir a rodovia BR-163 (Cuiabá/Santarém) no trecho da Amazônia mato-grossense. O coronel Meireles, que por sua atuação na obra ficou conhecido como o "Pai da Cuiabá-Santarém", foi também vice-prefeito de Cuiabá em 1992, no governo Dante de Oliveira, assumindo a prefeitura em 1994, quando o prefeito concorreu ao governo do estado.

## Carreira
Fez inúmeros papeis na televisão. Totia iniciou sua carreira como bailarina e logo depois descobriu-se como cantora durante uma audição para o musical Chorus Line, que tinha como protagonista Cláudia Raia. Em 2010, interpretou a personagem Mamma Rose, do musical Gypsy (musical), o qual lhe rendeu indicação ao Prêmio Shell de Teatro.
Na década de 90 trabalhou fazendo participações em novelas e séries da Rede Globo, como a secretária Sonia, em Mulheres de Areia (1993), Elaine, na temporada de 1995 de Malhação e a sexóloga Cacilda em O Fim do Mundo (1996), além da simplória Matilde em Suave Veneno (1999), amiga da desmemoriada Inês/Lavínia (Gloria Pires).
Em 2001/2002, participou da novela O Clone com a personagem Laurinda, amiga de Ivete, personagem de Vera Fischer, iniciando a partir de então uma parceria constante em produções da novelista Gloria Perez. Em 2005, viveu Vera Tupã em América de Glória Perez, na novela a sua personagem se envolve com Jatobá, personagem de Marcos Frota que fazia um deficiente visual super ativo e engajado.
Totia atuou em 2006 como a carismática e batalhadora Silvana Munhoz, uma vendedora de perfumes de descendência árabe no Saara, tia de Duda (Daniel de Oliveira), um dos protagonistas da trama Cobras & Lagartos de João Emanuel Carneiro.
Entre 2007 e 2008 participou da minisérie Amazônia, da novela Duas Caras e da série Casos e Acasos.
Em 2009, atuou como Dr. Aída Motta, que se envolve com Dario (Victor Fasano), em Caminho das Índias.
Em 2011, trabalhou com Aguinaldo Silva, como Zambeze Maciel em Fina Estampa.
Em 2012, interpretou Wanda na trama Salve Jorge, de Glória Perez, que aliciava pessoas para o tráfico humano e infernizava a vida de Morena (Nanda Costa) e das outras traficadas. Sua primeira vilã em novelas foi elogiada pela crítica.
Em 2014, interpretou a médica Adriana em Alto Astral.
Em 2015, participa do musical Nine na versão  brasileira da dupla Möeller e Botelho, interpretando Lilliane la Fleur, a produtora de cinema e ex-vedete do Cabaret Folies Bergère. Ela ainda estreou em novembro o musical Mulheres à Beira de um Ataque de Nervos, em São Paulo, interpretando Lúcia, uma mulher que se vê a beira de um ataque de nervos quando é abandonada pelo marido. O elenco ainda conta com Marisa Orth e Juan Alba como protagonistas. No ano seguinte, Totia integrou o elenco da peça Cinderella, O Musical, onde interpretou a madrasta.

## Vida pessoal
Em 1989 conheceu o médico Jaime Rabacov, ficaram noivos em 1992 e casaram-se em 1994. Totia vive desde os anos 80 em seu apartamento no bairro da Lagoa, no Rio de Janeiro. Seu marido vive em um sítio, localizado em Miguel Pereira, cidade do interior do Rio de Janeiro. Veem-se todo final de semana, se não tiverem compromissos profissionais, ou a cada quinze dias, e passam algumas semanas juntos, algumas vezes ele vindo ao Rio, ou Totia indo ao interior visitá-lo. A atriz tem 19 sobrinhos, 5 sobrinhos-netos e dois neteados, Santiago e Pilar, netos biológicos de seu marido.

## Filmografia

### Televisão
| Ano  | Título                             | Personagem                             | Nota                                     |
| ---- | ---------------------------------- | -------------------------------------- | ---------------------------------------- |
| 1985 | Chico Anysio Show                  | Vários personagens                     |                                          |
| 1986 | Memórias de um Gigolô              | Úrsula                                 |                                          |
| 1989 | Que Rei Sou Eu?                    | Monah                                  |                                          |
| 1990 | Lua Cheia de Amor                  | Rosa Maria                             |                                          |
| 1990 | Rainha da Sucata                   | Prostituta                             | Episódio: "5 de fevereiro"               |
| 1990 | Pantanal                           | Vedete                                 | Episódio: "29 de março"                  |
| 1990 | Mãe de Santo                       | Priscila                               |                                          |
| 1991 | O Fantasma da Ópera                | Vera Gonzaga                           |                                          |
| 1993 | Mulheres de Areia                  | Sônia                                  |                                          |
| 1992 | Escolinha do Professor Raimundo    | Branquinha Canabrava                   | Participação especial                    |
| 1994 | Escolinha do Professor Raimundo    | Tereza Mercantil                       |                                          |
| 1995 | Malhação                           | Elaine                                 |                                          |
| 1996 | O Fim do Mundo                     | Cacilda Renault                        |                                          |
| 1996 | Perdidos de Amor                   | Sofia                                  |                                          |
| 1996 | Você Decide                        | —                                      | Episódio: "Tempo de Namoro"              |
| 1998 | Por Amor                           | Corina                                 | Episódio: "10 de fevereiro"              |
| 1998 | Malhação                           | Dulce Magalhães                        | Temporada 4                              |
| 1999 | Suave Veneno                       | Matilde                                |                                          |
| 1999 | Você Decide                        |                                        | Episódio: "O Príncipe da Feira"          |
| 2000 | Você Decide                        | Marielza                               | Episódio: "Miami ou Me Deixe"            |
| 2000 | Megatom                            | Alzira                                 | Episódio: "16 de maio"                   |
| 2001 | O Clone                            | Laurinda de Albuquerque                |                                          |
| 2002 | A Grande Família                   | Margareth                              | Episódio: "O Chamado da Natureza"        |
| 2003 | Malhação                           | Sandra Viana                           |                                          |
| 2004 | A Diarista                         | Susana                                 | Episódio: "Quem Vai Ficar com Marinete?" |
| 2004 | A Grande Família                   | Regina                                 | Episódio: "Depois Daquela Coisa          |
| 2004 | Carga Pesada                       | Matilde                                | Episódio: "Direção Perigosa"             |
| 2005 | América                            | Drª. Vera Nascimento                   |                                          |
| 2006 | Cobras & Lagartos                  | Silvana Salgado Munhoz                 |                                          |
| 2007 | Amazônia, de Galvez a Chico Mendes | Dalva                                  |                                          |
| 2007 | Duas Caras                         | Jandira Alves                          |                                          |
| 2008 | Casos e Acasos                     | Catarina                               | Episódio: "A Prova, a Namorada e a Isca" |
| 2009 | Caminho das Índias                 | Drª. Aída Motta                        |                                          |
| 2009 | Chico e Amigos                     | Stella                                 | Especial de Fim de Ano                   |
| 2011 | Divã                               | Tânia                                  |                                          |
| 2011 | Fina Estampa                       | Zambeze Siqueira Maciel                |                                          |
| 2012 | Salve Jorge                        | Wanda Rodrigues / Adalgisa             |                                          |
| 2014 | Alto Astral                        | Drª. Adriana Máximo                    |                                          |
| 2015 | Super Chef Celebridades            | Participante                           | Temporada 4                              |
| 2016 | Lili a Ex                          | Tia Rita                               | Temporada 2                              |
| 2017 | A Força do Querer                  | Maria Helena Borges Garcia (Heleninha) |                                          |
| 2019 | Verão 90                           | Mercedes Ferreira Lima                 |                                          |
| 2019 | Popstar                            | Participante                           |                                          |
| 2021 | Desjuntados                        | Anita                                  | 2 episódios                              |

### Cinema
| Ano  | Título                                   | Papel                 |
| ---- | ---------------------------------------- | --------------------- |
| 1996 | Um Céu de Estrelas                       | —                     |
| 2003 | Apolônio Brasil, o Campeão da Alegria    | Namorada de Apolônio  |
| 2015 | Divã a 2                                 | Cristina              |
| 2016 | Mulheres no Poder                        | Senadora Lucia Helena |
| 2017 | Talvez uma História de Amor              | Drª. Marcia Bruner    |
| 2021 | Um Casal Inseparável                     | Esther                |
| 2023 | Uma Carta para Papai Noel                | Maria Noel            |
| 2024 | Vidente por Acidente                     | Sra. Batarello        |
| 2025 | Todo Mundo (Ainda) Tem Problemas Sexuais | Marieta               |

## Teatro
| Ano     | Título                                        |
| ------- | --------------------------------------------- |
| 1984    | Chorus Line                                   |
| 1987    | Noviças Rebeldes                              |
| 1989    | A Pequena Loja dos Horrores                   |
| 1990    | Meu Primo Walter                              |
| 1993–94 | Sweet Charity                                 |
|         | Baixa Sociedade                               |
|         | Na Era do Rádio                               |
| 1996    | Metralha                                      |
| 1997    | Don Juan                                      |
| 1999    | 5X Comédia                                    |
| 2000    | Um Caso de Vida ou Morte                      |
| 2001    | Company                                       |
| 2002    | Os Monólogos da Vagina                        |
| 2005    | Cristal Bacharach                             |
| 2007    | Garota Glamour                                |
| 2010    | Gypsy                                         |
| 2013–15 | Uma Luz Cor de Luar                           |
| 2015    | Nine – Um Musical Felliniano                  |
| 2015–16 | Mulheres à Beira de um Ataque de Nervos       |
| 2016    | Cinderella                                    |
| 2017    | Show - Meu Nome É Totia                       |
| 2018    | Show - Meu Nome É Totia                       |
| 2018    | Pippin - O Musical                            |
| 2022    | Procuro o homem da minha vida, marido já tive |
| 2025    | Mamma Mia! (temporada do Rio de Janeiro)      |

## Prêmios e indicações
| Ano  | Prêmio                              | Categoria                                  | Indicação                                     | Resultado |
| ---- | ----------------------------------- | ------------------------------------------ | --------------------------------------------- | --------- |
| 2006 | Troféu Super Cap de Ouro            | Melhor Atriz                               | América                                       | Venceu    |
| 2006 | Troféu Globo de Melhores do Ano     | Melhor atriz coadjuvante                   | Cobras & Lagartos                             | Indicada  |
| 2007 | Prêmio Arte Qualidade Brasil        | Melhor Atriz Teatral Musical - SP          | Garota Glamour                                | Indicada  |
| 2010 | Prêmio Qualidade Brasil             | Melhor Atriz                               | Gypsy                                         | Venceu    |
| 2010 | Prêmio Shell                        | Melhor Atriz                               | Gypsy                                         | Indicada  |
| 2011 | Prêmio APTR de Teatro               | Melhor Atriz Protagonista                  | Gypsy                                         | Indicada  |
| 2013 | Prêmio Contigo! de TV               | Melhor Atriz Coadjuvante                   | Salve Jorge                                   | Venceu    |
| 2013 | Prêmio Extra de Televisão           | Melhor Atriz Coadjuvante                   | Salve Jorge                                   | Indicada  |
| 2013 | Prêmio Quem de Televisão            | Melhor Atriz Coadjuvante                   | Salve Jorge                                   | Indicada  |
| 2016 | Prêmio APTR de Teatro               | Melhor Atriz Coadjuvante                   | Nine — Um musical Feliniano                   | Indicada  |
| 2016 | Prêmio Bibi Ferreira                | Melhor Atriz Coadjuvante                   | Cinderela, O Musical                          | Indicada  |
| 2016 | 5º Prêmio Botequim Cultural         | Melhor Atriz                               | Cinderela, O Musical                          | Indicada  |
| 2016 | Prêmio Arte Qualidade Brasil        | Melhor Atriz de Musical                    | Cinderela, O Musical                          | Indicada  |
| 2018 | Prêmio Reverência de Teatro Musical | Melhor Atriz                               | Pippin                                        | Indicada  |
| 2018 | Prêmio Cesgranrio de Teatro         | Melhor Atriz em Teatro Musical             | Pippin                                        | Indicada  |
| 2019 | Prêmio Destaque Imprensa Digital    | Destaque Atriz                             | Pippin                                        | Indicada  |
| 2019 | Prêmio Brasil Musical               | Melhor Atriz                               | Pippin                                        | Indicada  |
| 2019 | Prêmio Brasil Musical               | Musical Ensemble                           | Pippin                                        | Indicada  |
| 2021 | Prêmio Bibi Ferreira                | Melhor Atriz em Musicais                   | Pippin                                        | Indicada  |
| 2022 | Prêmio Bibi Ferreira                | Melhor Atriz Coadjuvante em Peça de Teatro | Procuro o Homem da Minha Vida, Marido Já Tive | Indicada  |